# Alma (film 2009)
Alma è un cortometraggio horror dark fantasy spagnolo d'animazione del 2009, prodotto dall'ex animatore Pixar Rodrigo Blaas. Ha ricevuto un notevole riconoscimento ai Fantastic Fest awards. Il termine "alma" in spagnolo significa "anima".
Il film parla di una ragazzina di nome Alma che vaga in una città e in un negozio deserti. La curiosità ha la meglio su di lei e subisce un destino sfortunato.